# Air Austral
Air Austral je francuski zračni prijevoznik sa sjedištem u zračnoj luci Roland Garros u gradu Sainte-Marie na otoku Réunion. Sa svojom flotom od 8 zrakoplova lete na nešto više od 10 destinacija, uglavnom u Francuskoj, JAR-u, Tajlandu i Indiji. Tvrtka ima 900 zaposlenih.

## Povijest
Air Austral je osnovan u prosincu 1974. od strane lokalnog poslovnog čovjeka Gérarda Ethèva. Bila je to prva zrakoplovna tvrtka na otoku Réunion's, a djelovala je pod imenom Réunion Air Services (RAS). Naziv RAS je u prosincu 1986. promijenjen u Air Réunion.
U listopadu 1990. je tvrtku kupila kompanija Sematra te je nakom mjesec dana ime opet promijenjeno, ovaj puta u Air Austral. Nakon dva mjeseca kupili su svoj prvi Boeing 737 zrakoplov.
U 2000. su dobili prvi ATR 72-500 zrakoplov koji su koristili za kraće relacije. 
Prvi let prema dalekoj destinaciji su ostvarili 2003. Bio je to let prema Parizu. Za tu relaciju su korisili zrakoplov Boeing 777-200ER. Do 2005. su u floti imali 3 takva zrakoplova te su uveli i letove za Marseille i Lyon.
U travnju 2009. Air Austral je započeo s letovina za Sydney i Novu Kaledoniju. Nabavili su i dodatna dva Boeing 777-300ER zrakoplova. U studenome iste godine potpisali su i narudžbu za 2 Airbus A380 zrakoplova i to s konfiguracijom sjedala koja sesastoji od isključivo ekonomske klase s kapacitetom od 840 putnika.
Svoj prvi Boeing 777-200LR su dobili u kolovozu 2011. godine. Isporuku drugog takvog zrakoplova u svibnju 2012. nisu mogli platiti te su bili prisiljeni prodati ga umjesto da ga preuzmu. Nakon toga je najavljeno da će odgoditi ili odustati i od narudžbe za A380 zrakoplove.

## Flota
Air Austral flota se sastoji od sljedećih zrakoplova (travanj 2014.):
* C, Y+ i Y su kodovi koji označavaju klasu sjedala u zrakoplovima, a određeni su od strane Međunarodne udruge za zračni prijevoz.